# Thiania humilis
Thiania humilis är en spindelart som först beskrevs av Tord Tamerlan Teodor Thorell 1877.  Thiania humilis ingår i släktet Thiania och familjen hoppspindlar. Inga underarter finns listade i Catalogue of Life.